# Thomas Zieler
Thomas Zieler (* 22. April 1957 in Magdeburg) ist ein deutscher Schauspieler und Verleger von Hörbüchern.

## Leben
Zieler absolvierte von 1977 bis 1981 an der Leipziger Theaterhochschule „Hans Otto“ ein Schauspielstudium, das er mit Diplom abschloss. 1983 spielte er in dem DEFA-Film Zille und ick die Figur des Ede Schmidt an der Seite von Kurt Nolze und Daniela Hoffmann. Anschließend war er viele Jahre unter anderem in Meiningen, Nordhausen, Zittau und am Mecklenburgischen Staatstheater in Schwerin als Theaterschauspieler tätig, arbeitete aber auch zeitweise als Regisseur und Schauspieldozent.
1993 bis 1996 war er Sprecher und Redakteur bei Antenne MV. Seit dem Jahr 2000 arbeitet Zieler als Nachrichtensprecher und Nachrichtenredakteur bei MDR Sachsen-Anhalt. Seit 2002 ist er zudem Nachrichtensprecher bei MDR Info. Er spricht außerdem für Dokumentarfilme, Radio-Features und Hörbücher.

### Zielophon
2004 gründete Thomas Zieler den Hörbuchverlag Zielophon. Dort erschien unter anderem ein künstlerisches Hörbuch über die Lebensgeschichte und das Werk von Friedrich von Hardenberg, der auch unter dem Namen Novalis bekannt ist.

## Filmografie
- „Zille und ick“, 1983, Regie: Werner W. Wallroth
- „Das große Fest“, 1992, Regie: Frank Beyer
- „Bullerjahn“ aus der Serie Polizeiruf 110, 1994, Regie: Manfred Stelzer

## Hörbücher im Verlag Zielophon
- 2005 Dossier. Ronald Akkerman
- 2007 800 Jahre Mechthild von Magdeburg. Eine Einführung in Leben und Werk der Begine und Mystikerin
- 2008 Mechthild von Magdeburg: Im fließenden Licht
- 2012 Es keimt schon ein künftiges Dasein in mir – Das Leben des Dichters Novalis
- 2017 Tulifäntchen – Ein Hörspiel nach Carl Leberecht Immermann